# I. Sándor pápa
Szent I. Sándor (latinul: Alexander) (1. század – 115. május 3.) a hatodik római pápa 105-től haláláig.

## Élete
Neki tulajdonítják a szenteltvíz bevezetését és az eucharisztikus bor vízzel való elegyítését. Legendája szerint vértanúságot szenvedett. Lefejezték, de a börtönben még megtérítette őrét és annak leányát. Ünnepét május 3-án tartották.

## Művei
- Documenta Catholica Omnia (latin nyelven). [2016. március 4-i dátummal az eredetiből archiválva]. (Hozzáférés: 2011. december 6.)